# Hoxud
Hoxud (tiếng Trung: 和硕县; bính âm: Héshuò Xiàn, Hán Việt: Hòa Thạc huyện; Uyghur:  خوشۇت ناھىيىسى ‎, ULY: Hoxut Nah̡iyisi , UPNY: Xoshut Nahiyisi?) là một huyện của Châu tự trị dân tộc Mông Cổ Bayin'gholin, khu tự trị Tân Cương, Trung Quốc.

### Trấn
- Đặc Ngô Lý Khắc (特吾里克镇)

### Hương
- Khúc Huệ (曲惠乡)
- Tháp Cáp Kì (塔哈其乡)
- Tô Cáp Đặc (苏哈特乡)
- Nãi Nhân Khắc Nhĩ (乃仁克尔乡)

### Hương dân tộc
- Hương dân tộc Hồi-Ô Thập Tháp Lạp (乌什塔拉回族乡)